# Раковское предместье
Раковское предместье (бел. Ракаўскае прадмесце) — исторический район Минска, возникший в XI в. вдоль древней Раковской дороги.
На территории предместья размещались униатская церковь, кармелитский костёл и монастырь, Петропавловский монастырь, от которого до наших дней сохранилась Петропавловская церковь.
Во время гитлеровской оккупации часть района входила в состав еврейского гетто.